# Takaväylä
Takaväylä är en sjö i Pajala kommun i Norrbotten och ingår i Torneälvens huvudavrinningsområde. Takaväylä ligger i Torne och Kalix älvsystem Natura 2000-område.

## Delavrinningsområde
Takaväylä ingår i det delavrinningsområde (755425-182469) som SMHI kallar för Ovan VDRID = Gällsån i Muonioälvens vattendragsyta. Medelhöjden är 217 meter över havet och ytan är 5,67 kvadratkilometer. Räknas de 301 avrinningsområdena uppströms in blir den ackumulerade arean 10 570,24 kvadratkilometer. Muonioälven (Njärrejåkkå) som avvattnar avrinningsområdet har biflödesordning 2, vilket innebär att vattnet flödar genom totalt 2 vattendrag innan det når havet efter 308 kilometer. Avrinningsområdet består mestadels av skog (71 procent) och sankmarker (10 procent). Avrinningsområdet har 0,42 kvadratkilometer vattenytor vilket ger det en sjöprocent på 7,5 procent.